# Giovanni I. Sanudo

Znak Vévodství Naxos

Giovanni I. byl od roku 1341 šestým vévodou z Naxu a vládl až do své smrti v roce 1362. Giovanni byl syn čtvrtého naxoského vévody Guglielma I. a nastoupil na trůn po svém bratrovi Niccolòvi I. Roku 1344 osmanští Turci obsadili část ostrova Naxu a 6 000 ostrovanů uvrhli do otroctví. Giovanni I. ve sporu mezi Benátskou a Janovskou republikou podpořil Benátky, ale v roce 1354 byl Janovany poražen a vzat jako vězeň do Janova. Po podepsání míru mezi znesvářenými stranami následujícího roku byl Giovanni I. propuštěn z janovského zajetí. Se svou ženou Marií měl šestý vévoda z Naxu pouze dceru Fiorenzu, která se stala jeho nástupkyní.